# 紫魚屬
紫魚屬（學名：Pristipomoides）又名姬鯛屬，是輻鰭魚綱刺尾鯛目笛鯛科下的一個屬。

## 命名
本屬的學名「Pristipomoides」的字根「Pristi-」（羅馬化：prístis）意為「鋸」，「pomo」（羅馬化：pômă）意為「蓋」，以此形容此魚的鰓蓋。

## 分布
本屬為海魚，主要是熱帶至亞熱帶魚類，11種魚中有8種分布於印度洋到西太平洋，另3種則生存於大西洋西部的溫暖海域。多為底棲浮游，大部分棲息深度在300公尺以内，有少數可深達500公尺。

## 形態
本屬為中型魚，最大體長在20公分到100公分之間，大部分可達50公分以上，體形為紡錘狀，切面呈卵形，典型都有背鰭硬棘10枚、軟條11枚，臀鰭硬棘3枚、軟條8枚。

## 分類
目前這個屬有11個被認可的種：
- 高體紫魚 Pristipomoides aquilonaris (Goode & Bean, 1896)：又稱高體姬鯛。
- 藍紋紫魚 Pristipomoides argyrogrammicus (Valenciennes, 1832)：又稱藍紋姬鯛。[2]
- 日本紫魚 Pristipomoides auricilla Jordan, Evermann & Tanaka, 1927)：又稱黃尾姬鯛。
- 絲鰭紫魚 Pristipomoides filamentosus (Valenciennes, 1830)：又稱絲鰭姬鯛。
- 黃鰭紫魚 Pristipomoides flavipinnis Shinohara, 1963：又稱黃鰭姬鯛。
- 長體紫魚 Pristipomoides freemani Anderson, 1966：又稱長體姬鯛。
- 大眼紫魚 Pristipomoides macrophthalmus (Müller & Troschel, 1848)：又稱大眼姬鯛。
- 多牙紫魚 Pristipomoides multidens (Day, 1871)：又稱黃吻姬鯛。
- 西氏紫魚 Pristipomoides sieboldii (Bleeker, 1855)：又稱希氏姬鯛。
- 尖齒紫魚 Pristipomoides typus Bleeker, 1852：又稱尖齒姬鯛。
- 斜帶紫魚 Pristipomoides zonatus (Valenciennes, 1830)：又稱橫帶姬鯛。